# عبد اللطيف الغنام
'
عبد اللطيف الغنام يعتبر أصغر لاعب في كرة القدم السعودية يحمل بطولة كأس دوري خادم الحرمين الشريفين، وهو كابتن فريق الشباب وذلك في يوم 18/7/2004 وكان عمرة 18 سنة.
انتقل بعدها لنادي الهلال في سبتمبر عام 2004 بمبلغ 12 مليون ريال، بعد مستوياته الرائعة مع نادي الشباب. حمل كأس الخليج تحت 23 سنة.
ويعتبر عبد اللطيف الغنام من أفضل المحاور في كرة القدم السعودية
ويعتبر أيضا من أصحاب الخلق الرفيع داخل الملعب ويحفظ القرآن الكريم كاملاً.
قرر اعتزال كرة القدم وهو لاعب في نادي الهلال عام 2015.

## في اللعب
- أفضل لاعب محوري
- يحب أن يلقب بزيدان وذلك سبب ارتدائه للرقم ( 5 )

## روابط خارجية
- عبد اللطيف الغنام على موقع الاتحاد الدولي (مؤرشف)  (الإنجليزية)
- عبد اللطيف الغنام على موقع ناشيونال فوتبول تيمز (الإنجليزية)